# Nino Benvenuti
Giovanni Benvenuti, znany jako Nino Benvenuti (ur. 26 kwietnia 1938 w Izoli, zm. 20 maja 2025 w Rzymie) – włoski pięściarz, mistrz olimpijski w wadze półśredniej, zawodowy mistrz Europy w wadze średniej, a także niekwestionowany mistrz świata w wadze lekkośredniej i średniej (dwukrotnie).
W 1960 roku, na igrzyskach olimpijskich w Rzymie zdobył złoty medal w wadze półśredniej (do 67 kg), a także otrzymał Puchar Vala Barkera.
W 1961 roku przeszedł na zawodowstwo. W 1963 roku został zawodowym mistrzem Włoch w wadze średniej, a w 1965 zdobył także mistrzostwo Europy EBU.
18 czerwca 1965 roku na stadionie San Siro w Mediolanie znokautował Sandro Mazzinghiego, zostając mistrzem świata WBA i WBC w wadze lekkośredniej. Tytuł stracił rok później, przegrywając w Seulu przez kontrowersyjną, niejednogłośną decyzję sędziów z zawodnikiem gospodarzy Kimem Ki-soo.
17 kwietnia 1967 roku po raz drugi wywalczył niekwestionowane mistrzostwa świata, tym razem jednak w wadze średniej, gdy pokonał w Madison Square Garden przez jednogłośną decyzję Emile’a Griffitha. 29 września doszło do rewanżu, który wygrał przez decyzję większości Griffith. 4 marca 1968 roku, w trzeciej konfrontacji pomiędzy tymi bokserami ponownie wygrał Benvenuti, odzyskując tytuł.
Włoch ostatecznie stracił mistrzostwo 7 listopada 1970 roku na rzecz Argentyńczyka Carlosa Monzóna (TKO w 12. rundzie). 8 maja 1971 roku został zorganizowany w Monte Carlo rewanż. W 2. i 3. rundzie Monzón powalił Benvenutiego na deski. Wkrótce po drugim nokdaunie manager Włocha poddał walkę. Była to ostatnia walka Benvenutiego w karierze.
Łącznie stoczył 90 zawodowych walk, z czego 82 wygrał (35 przez nokaut), a 7 przegrał.
W 1996 roku został wprowadzony do International Boxing Hall of Fame.
Po zakończeniu bokserskiej kariery został przedsiębiorcą. Mieszkał w Trieście, gdzie otworzył restaurację. Często występował także w programach telewizyjnych. Kilka razy odwiedził także Argentynę.